# Bagri
La Bagri est une variété de mouton domestique originaire d'Inde.

## Présentation
La Bagri n'est pas une race à proprement parler. C'est une variété de Bikaneri. C'est un mouton couvert d'une laine grossière et qui présente une tête toujours noire ou brune. Élevé pour sa viande et sa laine, on le trouve principalement dans le nord-ouest de l'Inde, dans la région du Bagar tract (en) du Rajasthan. C'est une région sèche, proche de la frontière avec le Pakistan,,.